# Rebirth of Dissection
The Rebirth of Dissection är en live-DVD med det svenska bandet Dissection. Utöver konsert innehåller DVD:n också en 25 minuter lång intervju med sångaren Jon Nödtveidt.

## Spellista
- "At the Fathomless Depths"
- "Nights Blood"
- "Frozen"
- "Maha Kali"
- "Soulreaper"
- "No Dreams Bread In Breathless Sleep"
- "Where Dead Angels Lie"
- "Retribution...Storm of the Lights Bane"
- "Unhallowed"
- "Thorns of Crimson Death"
- "Heavens Damnation"
- "In the Cold Winds of Nowhere"
- "Elizabeth Bathory"
- "The Somberlain"
- "A Land Forlorn"